# All That I'm Living For
"All That I'm Living For" je pjesma s albuma The Open Door sastava Evanescence. To je trebao biti treći singl s albuma, ali nakon preslušavanja reakcija fanova i samog benda Wind-Up Records u sklopu kojeg djeluje Evanescence odlučio je u prodaju pustiti Sweet Sacrifice [nedostaje izvor].